# Producte de Cauchy
En anàlisi matemàtica, el producte de Cauchy és una operació referida a algunes sèries. Permet generalitzar la propietat de distributiva. El seu nom és un homenatge al matematic francès Augustin Louis Cauchy. Es tracta d'un producte de convolució discret.

## Preliminar: una escriptura del producte de polinomis
Una escriptura particular dels coeficients del producte de polinomis permet comprendre la introducció de la fórmula del producte de Cauchy. Siguin dos Polinomis amb coeficients complexos P i Q donats per la seva descomposició a la base canònica 
{\displaystyle P=\sum _{i=0}^{+\infty }a_{i}X^{i}\qquad Q=\sum _{j=0}^{+\infty }b_{j}X^{j}}
on els coeficients de P i de Q són nuls a partir d'un cert grau. Llavors el seu producte es descompon com a 
{\displaystyle PQ=\sum _{i\in \mathbb {N} ,j\in \mathbb {N} }a_{i}b_{j}X^{i+j}=\sum _{s=0}^{+\infty }(\sum _{k=0}^{s}a_{k}b_{s-k})X^{s}}
La reindexació necessària no presenta cap dificultat, ja que la suma és de fet finita.

## Producte de Cauchy de sèries complexes
El producte de Cauchy de les sèries {\displaystyle \sum a_{n}} i {\displaystyle \sum b_{n}} de nombres complexos és la sèrie de terme general 
{\displaystyle c_{n}=\sum _{k=0}^{n}a_{k}b_{n-k}}
Sota hipòtesis convenients, aquesta sèrie convergirà, i es podrà escriure la fórmula de distributivitat generalitzada 
{\displaystyle \sum _{n=0}^{+\infty }c_{n}=\left(\sum _{i=0}^{+\infty }a_{i}\right)\left(\sum _{j=0}^{+\infty }b_{j}\right)}
Si les sèries són totes dues de termes nuls a partir d'un cert rang, n'hi ha prou amb utilitzar el resultat del paràgraf precedent en el cas X=1. Però en general, no és possible afirmar que la propietat és verdadera, ja que no es pot reindexar de manera arbitrària les sumes de sèries (veure família sumable per a una justificació).

### Cas de dues sèries absolutament convergents
Quan les sèries {\displaystyle \sum a_{n}} i {\displaystyle \sum b_{n}} són totes dues absolutament convergents, el seu producte de Cauchy convergeix i la fórmula de distributivitat generalitzada es verifica. N'hi ha prou en efecte amb utilitzar les propietat de commutativitat i d'associativitat de les famílies sumables.
Sobretot, per a dos complexos a i b, es pot fer el producte de Cauchy de les sèries que defineixen la funció exponencial
{\displaystyle e^{a}.e^{b}=\sum _{n=0}^{+\infty }\left(\sum _{k=0}^{n}{\frac {a^{k}b^{n-k}}{k!(n-k)!}}\right)=\sum _{n=0}^{+\infty }{\frac {1}{n!}}(a+b)^{n}=e^{a+b}}
A partir d'aquesta propietat, és possible igualment definir el producte de Cauchy de dos sèries enteres, les propietats del qual s'estudien a continuació.

### Teorema de Mertens
El matemàtic alemany Franz Mertens va demostrar una propietat de convergència més forta: si una de les dues sèries convergeix i l'altre convergeix absolutament, llavors el seu producte de Cauchy convergeix i la fórmula de distributivitat generalitzada es compleix.
Per contra, si se suposa només que les dues sèries convergeixen, no està assegurat que la sèrie producte de Cauchy convergeix. Així si es considera la sèrie de terme general {\displaystyle {\frac {(-1)^{n}}{\sqrt {n}}}}, i es forma el seu producte de Cauchy amb ella mateixa, s'obté per a terme general
{\displaystyle c_{n}=(-1)^{n}\sum _{k=1}^{n-1}{\frac {1}{\sqrt {k(n-k)}}}}
Ara Bé {\displaystyle k(n-k)\leq n^{2}} de manera que {\displaystyle \left|c_{n}\right|\geq {n-1 \over n}} i aquest terme no tendeix cap a 0, comportant la divergència clara de la sèrie.

### Teoremes de convergència
Si dues sèries convergeixen, hi ha tanmateix resultats de convergència positius per al seu producte de Cauchy. Reprenent les notacions {\displaystyle a_{n},\,b_{n},\,c_{n}} per als termes generals de les dues sèries i de la sèrie produeix de Cauchy, i notant A i B els sumatoris de les dues primeres sèries 
- si la sèrie producte {\displaystyle \sum c_{n}} convergeix, llavors no pot ser d'altre forma que cap al producte {\displaystyle AB}, és una conseqüència del teorema d'Abel

- en qualsevol cas sempre hi ha una convergència en un sentit més feble, en el sentit del Lema de Cesàro. És a dir

{\displaystyle \lim \limits _{n\to +\infty }{\frac {1}{n+1}}\sum _{k=0}^{n}\left(\sum _{j=0}^{k}c_{j}\right)=AB}

## Producte de Cauchy de sèries enteres
Donades dues sèries enteres {\displaystyle \sum a_{n}x^{n}} i {\displaystyle \sum b_{n}x^{n}}, el seu producte de Cauchy és també una sèrie entera, ja que el terme general val 
{\displaystyle c_{n}=\sum _{k=0}^{n}a_{k}b_{n-k}}
Notant {\displaystyle R_{1},R_{2}} els radis de convergència respectius de les dues sèries enteres, el radi de convergència {\displaystyle R_{\Pi }} de la sèrie producte verifica la desigualtat 
{\displaystyle R_{\Pi }\geq \mathrm {Min} (R_{1},R_{2})}
En efecte, si es considera un complex de mòdul estrictament inferior a aquest mínim, les dues sèries enteres convergeixen absolutament, la sèrie producte també, i la seva funció suma és el producte de les funcions suma de les dues sèries. Se'n dedueix que el producte de dues funcions desenvolupables en sèrie entera sobre un obert és ell mateix desenvolupable en sèrie entera.
La desigualtat precedent pot ser estricta. És el cas per exemple si es pren per a les dues sèries {\displaystyle \sum x^{n}} (radi 1) d'una banda i {\displaystyle 1-x} d'altra banda (radi infinit). La sèrie producte està reduïda a 1 i té un radi de convergència infinit.
Més sorprenent, el radi de la sèrie producte pot ser infinit llavors fins i tot encara que els dos radis de les sèries inicials siguin finits. Per exemple si es considera el desenvolupament de {\displaystyle {\sqrt {1-x}}} en sèrie entera, el radi de convergència és 1. Però quan es fa el producte de Cauchy d'aquesta sèrie amb ella mateixa, s'obté la sèrie {\displaystyle 1-x}, per tant un polinomi de radi infinit.

## Generalització a les àlgebres de Banach
Se suposa que A és una àlgebra de Banach. Llavors és possible definir la noció de producte de Cauchy de dues sèries amb valors en A. A més a més, el producte de Cauchy de dues sèries absolutament convergents convergeix, i la fórmula de distributivitat generalitzada es compleix sempre.
Per exemple, és possible reprendre el càlcul del producte de dos exponencials efectuat en el cas acomplexe. L'única propietat que falta per poder escriure la fórmula és la possibilitat d'aplicar la fórmula del binomi de Newton, el que demana que se suposi per exemple que a i b commuten.
Sota aquesta hipòtesi 
{\displaystyle e^{a+b}=e^{a}\times e^{b}}
Per exemple, si t,u són escalars es té sempre 
{\displaystyle e^{(t+u)a}=e^{ta}\times e^{ua}}
Una altra fórmula important: si b=-a, 
{\displaystyle e^{a}\times e^{-a}=e^{0}=1}